# Senyal elèctric
El senyal elèctric pot definir-se de dues maneres:
- la diferència de potencial (o tensió) entre dos punts carregats elèctricament en el transcurs del temps
- la variació del corrent en el transcurs del temps en analitzar el corrent que passa per un conductor

El senyal pot ser generat artificialment per un circuit electrònic (oscil·lador). No obstant això, en la majoria de les aplicacions pràctiques, el senyal elèctric representa la variació d'una altra dimensió física en el transcurs del temps, convertida en electricitat per un transductor. Es considera com a senyal la informació útil per al circuit. Qualsevol informació indesitjada, inútil o nociva, introduïda involuntàriament en el sistema, és considerada soroll.
Per exemple, en un amplificador de so: la persona parla en un micròfon, que és el transductor. El micròfon converteix les ones sonores en una tensió variable que pot ser mesurada entre els fils del micròfon. Aquesta variació en la tensió correspon exactament a la freqüència d'oscil·lació de les ones sonores emeses. És el senyal elèctric pur. Però, en mesurar-se la tensió en un punt avançat en el circuit, es pot percebre, per exemple, que la xarxa elèctrica de la sala "va contaminar" el senyal, és a dir, per efecte de la inducció eletromagnètica sobre els conductors del circuit, es va sumar al senyal original una variació de tensió amb la freqüència d'oscil·lació de la xarxa. Aquesta interferència indesitjada de la xarxa és soroll. Quan el circuit lliura el senyal amplificat a l'altaveu (el nostre transductor de sortida), la interferència va ser amplificada junta, i serà percebuda com un so greu al fons de la veu.
Hi ha moltes altres fonts de sorolls que poden afectar el senyal elèctric, com descàrregues atmosfèriques i rajos còsmics.

## Representació gràfica
Un senyal elèctric aleatori és estudiat a partir de la seva representació matemàtica en el gràfic cartesià. Per a un mateix senyal, hi ha dues representacions possibles:
- El temps: l'eix de les abscisses representa el temps transcorregut, i el de les ordenades representa l'amplitud del senyal. Aquest gràfic és anomenat de forma d'ona.

- La freqüència: l'eix de les abscisses representa les freqüències que componen el senyal, i el de les ordenades representa l'amplitud del senyal. Aquest gràfic és anomenat d'espectre de freqüència.

Per a un senyal sinusoidal pur (la xarxa elèctrica residencial, per exemple) encara existeix la representació factorial, en què el mòdul del vector representa l'amplitud i l'angle representa el desfasament del senyal amb relació a un circuit purament resistiu.

### Transformació
A partir de la forma d'ona, es pot conèixer l'espectre de freqüència, i viceversa, aplicant la transformada de Fourier, que descompon qualsevol forma d'ona en un sumatori hipotètic de sinusoides, de freqüències i amplituds diverses. Les característiques del senyal són treballades pel circuit en funció d'aquesta suma de sinusoides, i no del senyal real, que gairebé sempre és imprevisible.